# 香港青年協會賽馬會西貢戶外訓練營
香港青年協會 賽馬會西貢戶外訓練營（簡稱青協西貢戶外訓練營），位於香港新界西貢大網仔道DD256地段，由香港賽馬會贊助，香港青年協會管轄。全營現佔地14,400平方米，可同時容納宿營236人，日營或黃昏營200人，設備齊全。營地依山沿海岸線而建，四周翠綠環繞，近岸孕育多種海洋生物及茂密的紅樹林濕地，同時鄰近極具文化價值的古蹟小島─鹽田梓（又名鹽田仔）。
西貢戶外訓練營多年以提供戶外，為主，設有水、歷奇及領袖訓練；同時為大眾市民提供休閒娛樂活動，如自然生態及古蹟探索團等。為了迎合時代需要及提高服務質素，營地現正進行第三期擴建工程，預計於2013年8月竣工。工程完成後，訓練營的整體設施更趨完善，活動更多元化，將成為本港規模最大的戶外營地之一。
預計每年到訪營舍的人次將由現時十名人次大幅增加至約十五名。

## 歷史與發展
早於六十年代，香港青年協會為了讓青少年學習延伸至野外環境，透過多元化的活動鍛鍊身心，培養自信、自律及團隊精神及豐富學習經驗，於1965年大網仔設立訓練營，當時被稱為「香港青年協會大網仔戶外訓練營」。營地於1986至1991年間獲香港賽馬會捐助進行第一期建設工程，並於1998及2001年獲捐助進行第二期擴建工程。為答謝馬會的慷慨捐助，香港青年協會將營地命名為「香港青年協會賽馬會西貢戶外訓練營」。
成立初期，只有兩間平房式宿舍及少量水上活動。其後進行的第一期的發展工程，興建樓高三層的綜合大樓及新營舍共提供六十個營位；第二期發展工程，增建康體大樓及營舍。樓高兩層的康體大樓內包含體育館、演藝廳、多個活動室及多媒體資訊室。除此之外，更新建游泳池及新置多項水上活動設備，設施越趨完善。
2009年，賽馬會斥資擴建營地，進行第三期發展工程。預計總佔地面積將增至約一萬八千多平方米、多建六幢營舍，宿位由二百三十六個增加至四百六十個、增建活動設施和擴大飯堂面積至足以容納三百多人使用。
未來，綜合大樓更會改建成教學廚房，讓學員利用營內有機農地的植物進行煮食教學。

## 發展與環境保護
據康文署的統計，香港青年協會賽馬會西貢戶外訓練營是香港入住率最高的營地之一，
營位長期供不應求。因此，營地由1993年開始，多次進行擴建工程。
在擴建計劃下，訓練營一直積極地在發展與環境保護中取平衡。
- 沉香樹保育：受第三期擴建影響的八棵土沉香，其中三棵會保留原地，其餘五棵已於2012年3月被移至其他地方生長，現在生長情況良好。
- 保護水源：為了防止工程挖鬆太多泥土，令泥水污染附近水源，營地於斜坡上架起平板再建營房，以代替挖平斜坡的做法。
- 綠化屋頂：2013年完成擴建後，將增建Green Roof綠化屋頂。綠化屋頂將建於新大樓頂層，令大樓降溫，減少電力的消耗，保護環境。
- 自耕有機莊園：營地擁有自耕農地，利用天然方法種植有機蔬果。未來，綜合大樓更會改建成教學廚房，學員可利用有機材料製作料理。

## 營地服務
黃昏營日營時間為9:00-16:00，黃昏營時間為14:00-21:00，可提供營位200人。營友可享用營內各項設施外，另有其他歷奇活動及水上活動可供選擇
- 膳食服務

營地設有飯堂，提供早、午、晚膳、糖水、小菜、茶餐、宵夜、燒烤及自助餐。另設小食部供應各類飲品及小食。
2013年完成擴建後，新食堂將可容納400人，並新增咖啡及甜品角，向營友提供即磨咖啡、芝士蛋糕及各式甜品。

## 場地及設施
擁有小型劇院式設計的演藝廳，備有演講台及大型銀幕，可作講座、會議及電影欣賞等用途，最高更可容納140人;大型室內體育館－－館內設有籃球場及室內攀石牆,可供大型聚會、球類活動及訓練之用，場地可容納500人。會議室、動感坊及互動教室，內有先進配套，多媒體投影機、音響設備各學校、社會服務、宗教及工商團體作會議及活動之用；碼頭－－提供不同類的水上活動，包括：獨木舟、風帆、滑浪及竹筏等活動；展覽廊－－內有展示有關自然生態及環保資料，例如：红樹林、泥灘沿岸生物、鳥類等；讀書廊－－設有書籍期刊，供營友閲讀；資訊廊提供免費電腦上網服務：遊戲天地設有美式桌球；創意廊設有英式桌球；還有乒乓角、戶外繩網陣、可供50人同時游泳的露天泳池；有機自耕農地及燒烤場。

## 營地活動簡介
營地提供不同的活動，參加者在專業導師指導下進行活動，訓練團體合作精神，邏輯思維，培養解決問題的能力，增強自信心及體魄。
- 竹筏製作 組員需利用指定及有限之物資，包括竹、繩及膠桶，合力製作一隻竹筏，並划到指定地點。每位參加者必須穿著救生衣。
- 游繩下降 參加者須於一幅十三呎高的木板牆上，像飛虎隊般利用下降繩徐徐下降。參加者須配戴安全帶及遵從教練指示下進行。
- 高空游繩下降 參加者須於一幅十米高的木板牆上，像飛虎隊般利用下降繩徐徐下降。參加者須配戴安全帶及遵從教練指示下進行。
- 羅馬炮架 參加者最後可利用竹及繩製作炮架，使用水彈作投擲比賽或康樂形式活動。
- 攀石 參加者須在七米高的人工石牆上，按照自己的目標，挑戰不同難度的橫向及垂直攀爬。
- 高牆 參加者須合力攀上一幅十三尺高的木板牆。
- 遠足 參加者於西貢東郊野公園進行遠足活動，欣賞有「香港後花園」之稱自然美景。
- 野外／中心定向 參加者須以小組形式用最快的時間將隱藏於營地內或郊野不同角落的英文字母牌，來找出答案。
- 歷奇活動　歷奇活動是一種「體驗式學習」---(Experiential Learning)。參加者透過不同的歷奇任務如大腳八、飛越橫樑等以實踐為本，透過學員親身體驗，結合反思與學習的教學方法。

## 交通
| 九龍新界巴士路線 | 九龍新界巴士路線 | 九龍新界巴士路線             |
| 編號             | 終點站／途經主要地區 | 備註                         |
| ---------------- | --- | ---------------------------- |
| 94               | 黃石碼頭、北潭凹、麥理浩夫人度假村、上窰村／上窰民俗文物館、北潭涌／北潭涌自然教育徑／上窰郊遊徑／保良局北潭涌渡假營、斬竹灣／竹盛苑／西貢烈士墓園、香港青年協會賽馬會西貢戶外訓練營、大網仔／香港外展訓練學校、西貢 |                              |
| 96R              | 鑽石山站、彩虹邨、彩虹站、彩雲邨、井欄樹、壁屋、蠔涌、白沙灣、獅子會自然教育中心、西貢戶外康樂中心、菠蘿輋、翠塘花園、西貢、大網仔／香港外展訓練學校、香港青年協會賽馬會西貢戶外訓練營、斬竹灣／竹盛苑／西貢烈士墓園、北潭涌／北潭涌自然教育徑／上窰郊遊徑／保良局北潭涌渡假營、上窰村／上窰民俗文物館、麥理浩夫人度假村、北潭凹、黃石碼頭 | 只限星期六、日及公眾假期服務 |

## 外部連結
- 香港青年協會賽馬會西貢戶外訓練營 （页面存档备份，存于）
- 康文署資助非政治機構營舍
- 香港青年協會 （页面存档备份，存于）
- 香港賽馬會資助戶外營地擴建[]
- 青協擴建西貢營 馬會捐1.33億 （页面存档备份，存于）